# تور دو کنستانتین
تور دو کنستانتین یک مسابقه مرحله‌ای بود که بین سال‌های ۲۰۱۴ تا ۲۰۱۶ در به‌عنوان بخشی از تور دوچرخه‌سواری آفریقا در الجزایر برگزار شد و درجهٔ سختی آن برابر با ۲٫۲ بود.

## برندگان
| سال  | کشور    | رکاب‌زن            | تیم                       |
| ---- | ------- | ----------------- | ------------------------- |
| ۲۰۱۴ | روسیه   | سرگئی بلیخ        | تیم ۲۱                    |
| ۲۰۱۵ | اریتره  | امانوئل قبریزابیر | اریتره (تیم ملی)          |
| ۲۰۱۶ | لیتوانی | توماس وایتکوس     | تیم دوچرخه‌سواری النصر دبی |